# Інцидент з рибалками та російськими прикордонниками в Азовському морі (2013)
Інциде́нт з рибал́кою та росі́йськими прикордо́нниками, спра́ва Федоро́вича — випадок потоплення українського судна (баркаса) російськими прикордонниками (зіткнення баркаса з українськими рибалками і катера берегової охорони прикордонної служби), яке начебто порушило російський простір у Азовському морі (липень 2013). Єдиний рибалка-свідок, що вижив (серед 5) — Олександр Федорович.
9 липня представники російської влади вийшли в море і знайшли «10 сіток, 19 судаків, 2,5 тисячі тарані», йдеться у постанові ФСБ — заявила Марина Ніколаєва (липень 2013). Єдиний рибалка-свідок, що вижив (серед 5, що були на баркасі) — Олександр Федорович.
Інцидент супроводжувала стрілянина:
|  | Він [Федорович] відчув, що ребра залізли йому в легені. Ще чув стрілянину. Каже, що була ціла черга. Але не бачив, по чому стріляли |

Марина Ніколаєнко.
17 липня у Азовському морі, в районі російського селища Воронцовка, катер російської прикордонної служби зіштовхнувся із українським риболовецьким баркасом. 19 липня, представники російської влади вийшли в море і знайшли «10 сіток, 19 судаків, 2,5 тисячі тарані», йдеться у постанові ФСБ — заявила Марина Ніколаєва. МЗС України заявило, що, за словами українця, на борту баркаса не було доказів браконьєрства та закликало до спільного розслідування інциденту.
Маломірне судно з п'ятьма громадянами України на борту було помічене російським прикордонним катером типу «Мустанг» 17 липня 2013 року у точці координат 46 градусів 41,2 хвилин північної широти, 37 градусів 51,7 хвилин східної довготи, а саме поза межами дії зони, встановленої наказом ФСБ Росії.
Справа (інцидент), фактично, передувала російській агресії в Україні (2014) та російському сліду у євромайдані — розстріл Майдану. Інцидент, власне, — видача Федоровича українській стороні, дипломатичні зусилля, співробітництво/протиборство дипломатії офіційних Києва і Москви щодо цього і міжнародне тло питання — допомогли російській стороні у прогнозуванні можливих інтервенцій щодо контролю над Україною.

## Фази інциденту/операції
| 17.07 | потоплення баркаса                      |
|       | доправлення пораненого Федоровича до РФ |
|       | дипломатичні ноти-демарші               |
|       | передача Федоровича українській стороні |

## Передісторія. Таран баркаса. Причини
Версія Федоровича: Прикордонники навмисно протаранили їх баркас, в результаті чого четверо його товаришів загинули. «Вони два рази нас так підрізали. Було таке відчуття, що вони хотіли нас просто переїхати». Коли … [рибалки] побачили російський прикордонний катер «Мустанг», що рухався в їхньому напрямку, почали втікати. — Марина Ніколаєва
 наздогнали рибалок, кілька раз їхній баркас заливало водою, а потім катер з усієї сили його протаранив — Марина Ніколаєва 
 А на третій раз вони обійшли нас ззаду, розвернулися і пішли в лоб тараном. Чистий таран був!
Версія прикордонного управління ФСБ РФ: українські рибалки загинули через власні необдумані діі, коли намагалися відірватися від катера російських прикордонників. Український баркас різко змінив курс і почав рух у бік переслідувачів, не дотримуючись міжнародні правила попередження зіткнення суден у морі. Російські прикордонники намагалися піти від зіткнення, але український баркас навалився на борт катера, після чого перекинувся. Після тарану, російський катер 40 хвилин стояв на відстані кількох кілометрів, потім наблизився до нього. Водночас рятувати його колег прикордонники відмовилися, чекали МНС, яке приїхало ще через годину — Федорович.

## Федорович— свідок і підозрюваний
19 липня прооперували в райлікарні Єйська (Краснодарський край, РФ), 31 липня йому висунули звинувачення, йому загрожує до двох років ув'язнення. Російська сторона відкрила проти Федорович справу за ч.3 ст. 256 КК Росії — незаконний вилов водних природних ресурсів групою осіб за попередньою змовою.
У консульстві України в Ростові-на-Дону заявили, що Олександр Федорович не вчинив ніякого злочину на території Російської Федерації і запевнили, що дипломати роблять усе можливе, щоби повернути його до України.
|  | «Українського адвоката не допустили. Сказали, що потрібно отримувати дозвіл у Москві. Він може бути лише представником. Довелося знайти російського адвоката» |

Марина Ніколаєва, дружина Олександра Федоровича. Послуги адвоката, так само як і житло для свого чоловіка [у Ростові], жінка Федоровича оплачувала самостійно. Вела справу Вікторія Просвіріна, російський адвокат. 6 листопада Олександр Федорович повернувся до України, суд у Росії мав відбутися в лютому 2014 року.

## Реакція української сторони
Реакція української сторони на розгортання подій була запізнілою. В заяві опозиційної тоді «Батьківщини» зазначено, що за 2 тижні українські органи влади не встали на захист прав та інтересів своїх співвітчизників. Навпаки, Міністерство закордонних справ України займає вкрай незрозумілу позицію з цього питання, уникаючи будь-яких коментарів. Полковник Шевченко, натомість, вказує: 21 липня [до ЗМІ] надійшла інформація про те, що міністр закордонних справ України Леонід Кожара зробив заяву, згідно з якою «правоохоронні органи України та МЗС поки що розпочали своє розслідування. Ми хочемо, щоб російська сторона співпрацювала з нами в цьому питанні. Такі інциденти не повинні повторюватися». 
«Було направлено ноту до представництва МЗС у РФ в м. Краснодарі, в якій ми вказуємо, що на підставі всіх договірних документів громадянина України нема підстав звинувачувати», — консул України в РФ Василь Сердега.
|  | У консульстві України в РФ кажуть, що розмежування лінії кордону між Україною та РФ в акваторії Азовського моря нема. «Нема розмежування лінії кордону між Україною та РФ в акваторії Азовського моря. Тому ми не вбачаємо, що громадянин вчинив будь-які правопорушення. Бо не було ні сіток, ні риби. Російська сторона наполягає, що через два дні було знайдено сітки. Але ми не знаємо, хто їх туди поставив», |

 — Сердега.
|  | Згідно з двостороннім договором, … акваторія [Азовського моря] перебуває у користування обох країн [РФ, Україна]. Тобто прибережних вод тут немає. Зважаючи на це, Україна вимагає повернення Федоровича на батьківщину. |

генеральний консул України у Ростові-на-Дону Віталій Москаленко
Українське Міністерство закордонних справ повідомило, що через ситуацію в Азовському морі 8 серпня до відомства запросили тимчасового повіреного у справах РФ в Україні Андрія Воробйова.
«Російській стороні було наголошено на необхідності невідкладного надання О.Федоровичу можливості повернутися на батьківщину, враховуючи недоведеність його вини у вчиненні протиправних дій з незаконного вилову водних біологічних ресурсів», — йдеться у заяві МЗС.
Президент Віктор Янукович доручив Кабміну надати консульську допомогу рибалці, що вижив, а також родинам загиблих. Проте, за словами Марини Ніколаєвої, усі витрати у її справ взяв на себе роботодавець. Що ж стосується підтримки держави Україна, з цього питання Марина Ніколаєва зазначила: «Начебто труни хлопцям купили».
20 вересня: «Росія відмовилася від проведення спільного розслідування за фактом цієї події, незважаючи на неодноразові наполягання української сторони».